# Nobody Knows (film)
Pour les articles homonymes, voir Nobody Knows.
Pour plus de détails, voir Fiche technique et Distribution.
Nobody Knows (誰も知らない, Dare mo shiranai) est un film japonais réalisé par Hirokazu Kore-eda, sorti le 13 mai 2004. Pour son interprétation dans le film, Yūya Yagira est, à 14 ans, le plus jeune comédien à avoir remporté le prix d'interprétation masculine lors du Festival de Cannes.

## Synopsis
Keiko, mère célibataire jeune et délurée, vit seule avec ses quatre enfants, Akira, Kyoko, Shigeru et Yuki. Âgés de cinq à douze ans, ils sont issus de quatre pères différents. Afin d'emménager dans un appartement plus spacieux que le précédent, Keiko dissimule l'existence des trois plus jeunes au propriétaire. Aucun des enfants n'est scolarisé. Akira, l'aîné, assume les tâches ménagères et tient la comptabilité avec l'aide de sa sœur Kyoko pendant que leur mère travaille. Or Keiko rentre de plus en plus tard, jusqu'au jour où elle ne revient plus du tout. Akira découvre qu'elle a refait sa vie à Osaka avec son nouvel amant. Les enfants sont alors livrés à eux-mêmes.

## Fiche technique
- Titre : Nobody Knows
- Titre original : 誰も知らない (Dare mo shiranai?)
- Réalisation : Hirokazu Kore-eda
- Scénario : Hirokazu Kore-eda
- Production : Hirokazu Kore-eda, Toshirō Uratani et Yutaka Shigenobu
- Musique : Gontiti
- Photographie : Yutaka Yamasaki
- Montage : Hirokazu Kore-eda
- Décors : Toshihiro Isomi et Keiko Mitsumatsu
- Son : Yutaka Tsurumaki (ja), Akihiko Okase (monteur d'effets sonores)
- Pays de production :  Japon
- Langue : japonais
- Format : couleurs - 1,66:1 - Dolby Surround - 35 mm
- Genre : drame
- Durée : 141 minutes[2]
- Dates de sortie :
  - France : 13 mai 2004 (festival de Cannes) - 10 novembre 2004 (sortie en salles)[3]
  - Japon : 7 août 2004[2]
  - Belgique : 17 novembre 2004
- Film interdit aux moins de 12 ans lors de sa sortie en France

## Distribution
- Yūya Yagira : Akira
- Ayu Kitaura : Kyoko
- Hiei Kimura : Shigeru
- Momoko Shimizu : Yuki
- Hanae Kan (VF : Jessica Monceau) : Saki
- You (VF : Natacha Muller) : Keiko, la mère
- Susumu Terajima : l'entraîneur de baseball
- Takako Tate : la caissière de la supérette

## Autour du film
Le film est tiré d'un fait divers réel survenu en 1988 où quatre enfants avaient été abandonnés par leur mère pendant neuf mois dans leur appartement à Sugamo (quartier de Toshima-ku). Le plus jeune des enfants a été retrouvé mort.

## Distinctions

### Récompenses
- 2004 : prix d'interprétation masculine du Festival de Cannes pour Yūya Yagira[4]
- 2004 : Hōchi Film Award du meilleur film[5]
- 2005 : prix Blue Ribbon du meilleur film et de la meilleure réalisation pour Hirokazu Kore-eda[6]
- 2005 : prix Kinema Junpō : prix du meilleur film, de la meilleure actrice dans un second rôle pour You, de la révélation de l'année pour Yūya Yagira et prix du meilleur film désigné par les lecteurs[7]
- 2005 : prix Mainichi du meilleur son pour Yutaka Tsurumaki (ja) et grand prix Sponichi du nouveau talent pour Yūya Yagira[8]
- 2005 : prix de la révélation de l'année pour Yūya Yagira au Festival du film de Yokohama

### Nominations et sélections
- 2004 : en compétition pour la Palme d'or au Festival de Cannes[9]
- 2005 : prix de la meilleure actrice dans un second rôle pour You aux Japan Academy Prize[10]
- 2006 : Chlotrudis Awards de la meilleure réalisation pour Hirokazu Kore-eda et de la meilleure distribution